# Akashakrönikan
Akashakrönikan (akasha sanskrit för "himmel" eller "rymd") är inom främst esoterik, teosofi, indisk religion och nyandlighet benämningen på en tidskrönika som sedan Skapelsens början automatiskt sägs registrera alla händelser i världsalltet i en energimatris, det vill säga ett register på en icke-fysisk existensnivå. Den förekommer även omnämnd som Livets bok.

## Historik och beskrivning
Mystiker och högt utvecklade andliga personer sägs genom tiderna och inom olika kulturer världen över ha haft förmågan att kunna utforska och avläsa denna krönika och därmed kunnat få tillgång till annars fördold visdom och kunskap om universum och förflutna skeenden, liksom även en grund till profetisk klarsyn om kommande händelsescenarier på grund av tidsflödets beskaffenhet och cykliska samband. Själva termen akasha, som ett universalt bibliotek, kom i bruk i västerlandet under 1800-talet infört från indisk mystik av teosofins grundare Madame Blavatsky. Hon beskrev dess väsen som ett arkiv av "magnetiserat astralljus". Akashakrönikan beskrivs som en helhetsmatris för hela Skapelsen och uppdelad i lokala krönikor för olika planeter och planetsystem och dess invånare. "Den sovande profeten" Edgar Cayce använde även benämningen "Livets bok" och sade sig hämta all information för sin medicinska rådgivning genom transtillstånd direkt från krönikan. I böcker beskriver han ingående sina upplevelser i utforskandet av krönikesystemet. Han beskriver även delar av arkivet som ett väldigt bibliotek med böcker om varje individs olika livstider och att krönikan inte bara registrerar information inkodad med ljus på högre översinnliga nivåer, utan även interagerar med individernas själar för deras vidare utveckling som del av en allomfattande gudomlig skaparkraft. Inom olika folkslag genom tiderna världen över anges i skrifter och föreställningar referenser till vad som kan tolkas syfta på akashakrönikan. I såväl Gamla som Nya testamentet i Bibeln refereras också till ett register under benämningen "Livets bok", där människors namn och livsredogörelser sägs stå inskrivna.
Bland andra mediet Sylvia Browne beskriver hur individen efter döden i himmelen förevisas hela sitt senaste jordeliv på en skärm i analytiskt, moraliskt syfte och att vederbörande sedan kan förkovra sig och förbereda sig för kommande jordeliv genom studier i det stora himmelska biblioteket. Även andra källor från till exempel näradödenupplevelser beskriver hur hela individens liv spelas upp i vederbörandes medvetande efter dödsögonblicket.
Nostradamus hävdade att han hade tillgång till Akashakrönikan genom metoder som han lärt sig från de forntida grekiska oraklen, genom kristen och sufisk mysticism och genom Kabbalah. Bland andra individer som säger sig ha haft tillgång till krönikan finns Annie Besant, Alice Bailey, George Hunt Williamson och Rudolf Steiner.
Det sägs att en kinesisk man vid namn Sujujin med hjälp av en persons förnamn kunde beskriva hela vederbörandes livshistoria genom Akasha. En annan kinesisk siare, vid namn Tajao, utforskade en stor mängd information inom olika områden med tidsvariationer på tusentals år.
Inom Surat Shabda Yoga anses man kunna finna fram till Akasha på medvetandenivån Trikuti.

## Kritik och skepticism
Trots att många säger att de har läst i krönikan genom historiens gång, finns det inte någon referens till den inom vanliga historiska dokumentationer. Skeptikerna anser att man attribuerar många olika religioner och rörelser att ha tagit bruk av Akasha.
I likhet med andra andliga och översinnliga företeelser, har hittills inte en föregiven existens av en akashakrönika vunnit gehör inom den akademiska världen genom svårigheten att uppfylla dess krav på en godtagbar bevisföring.
Filosofen Ervin László anser att det finns en form av "energifält", som han kallar för A-energi. Denna energi är egentligen ett gigantiskt informationsfält där all information sparas, vilket enligt honom förklarar varför universum hyser en så pass hög grad av perfektion. Denna teori anser han utgöra en bro mellan andliga och naturvetenskapliga synsätt.